# 焼尻発電所
焼尻発電所（やぎしりはつでんしょ）は、北海道苫前郡羽幌町にある北海道電力ネットワークの火力発電所。

## 概要
焼尻島内および天売島内に電力を供給する内燃力発電方式の火力発電所。1969年（昭和34年）12月に1号機が運転開始し、順次増設され4号機までが建設された。
2010年代に入ると老朽化に伴い1、2号機が廃止され、代替として5、6号機が運転を開始した。
2020年4月、北海道電力から子会社の北海道電力ネットワークに移管された。
当発電所の運営は、他の内燃力発電所同様に北海道パワーエンジニアリングに委託されている。

## 発電設備
- 総出力：1,110kW（2015年7月27日現在）[1]
- 発電方式：ディーゼル発電方式（内燃力発電）

3号機
定格出力：230kW
使用燃料：重油
営業運転開始：1976年8月
4号機
定格出力：400kW
使用燃料：重油
営業運転開始：1992年6月
5号機
定格出力：240kW
使用燃料：重油
営業運転開始：2014年10月8日
6号機
定格出力：240kW
使用燃料：重油
営業運転開始：2015年7月27日

## 廃止された発電設備
- 発電方式：ディーゼル発電方式（内燃力発電）

1号機（廃止）
定格出力：240kW
使用燃料：重油
営業運転期間：1969年12月 - 2014年7月1日
2号機（廃止）
定格出力：240kW
使用燃料：重油
営業運転期間：1969年12月 - 2015年4月1日